# Graciliano Vicente Xavier
Graciliano Vicente Xavier (São Paulo, 1856 – São Paulo, 1934) foi um pintor brasileiro, com uma produção artística especialmente relevante no gênero pintura religiosa, especialmente a partir de 1912. Nasceu escravo e foi chamado "artista quase esquecido da historiografia artística". Teve um filho que morreu de tuberculose, Higino , e Ambrosina Xavier do seu relacionamento com Athanasia Umbelina Xavier .
Foi religioso franciscano e, enquanto irmão terceiro e mesário, doou obras e realizou a decoração de instituições católicas, como o Mosteiro de São Bento e a Igreja das Chagas do Seráfico Pai São Francisco.
Dentre seus trabalhos de destaque está a decoração do Santíssimo Sacramento da Matriz de Jacareí. Foi discípulo de Jules Martin no Liceu de Artes e Ofícios de São Paulo, aperfeiçoando mais tarde com Almeida Júnior.
Na Campanha de Ouro da Revolução de 1932, consta que Graciliano Vicente Xavier não possuía nenhum anel para doação, mas uma linda moeda brasileira de ouro, dada por seu pai quarenta anos atrás e que ele agora oferecia ao Banco de São Paulo para a campanha da Associação Comercial em prol do "Ouro da Vitória" .

Faleceu em 1934 e sua missa foi na Igreja da Venerável Ordem Terceira de São Francisco da Penitência, como consta no Correio Paulistano .

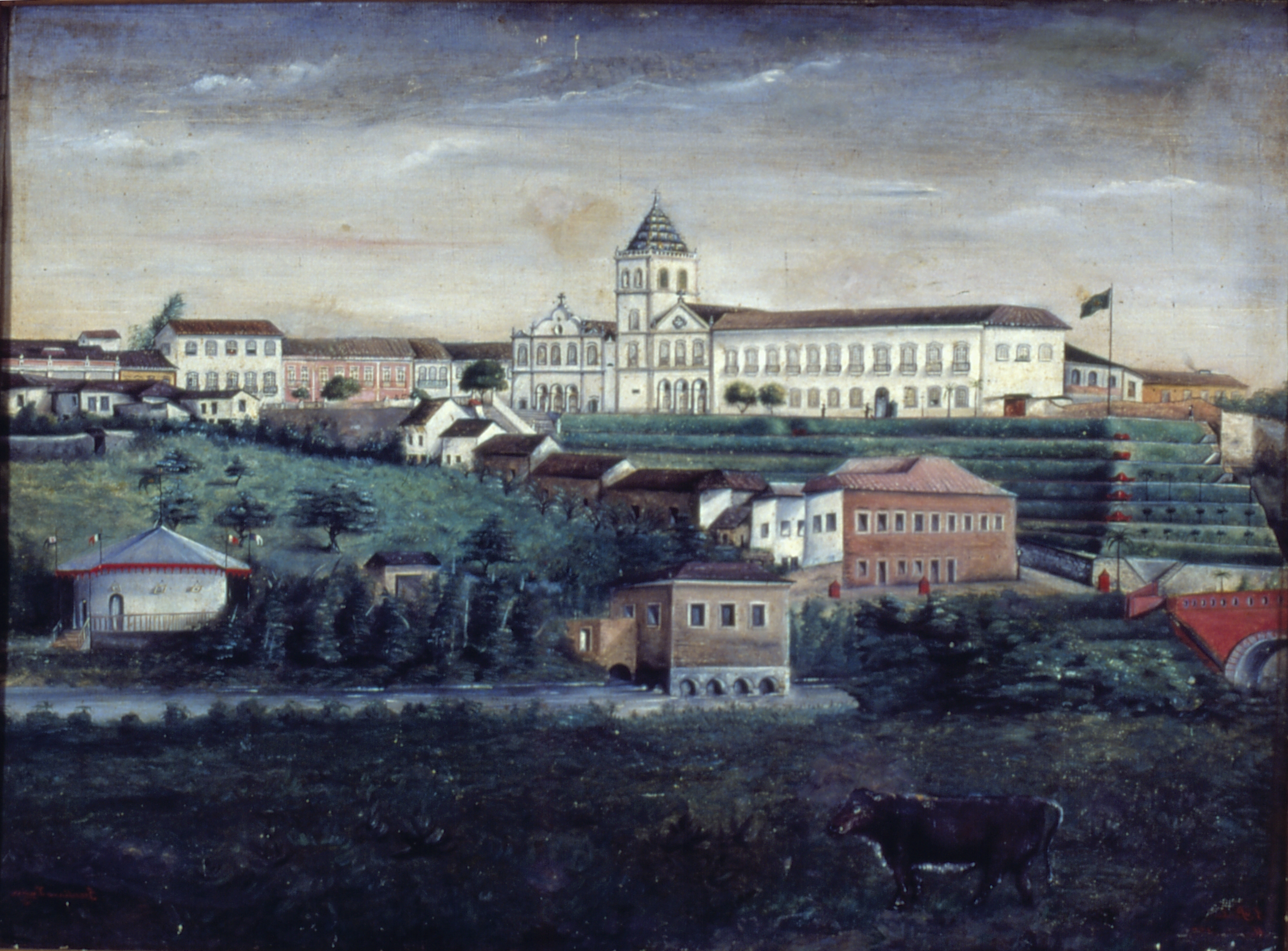
Convento e Várzea do Carmo, 1870, de Graciliano Vicente Xavier.